# Fred van Dorp

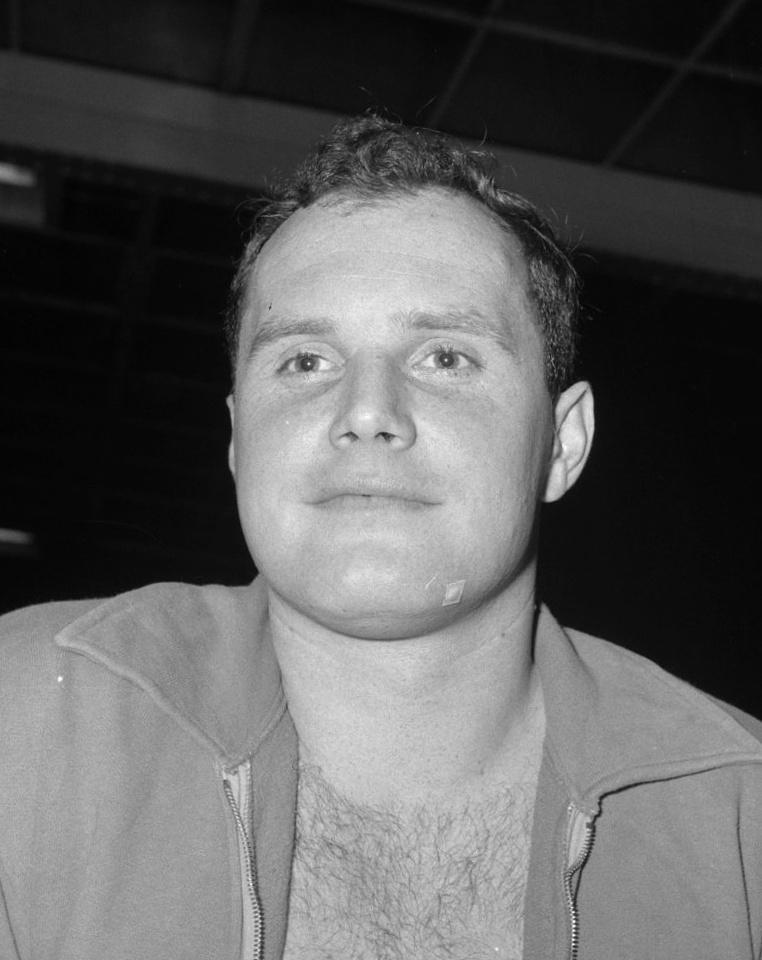
Fred van Dorp (1964)

Alfred „Fred“ Carel van Dorp (* 13. Oktober 1938 in Batavia, heute Indonesien; † 9. November 2023) war ein niederländischer Wasserballspieler.

## Sportliche Karriere
Fred van Dorp war mit dem Amersfoortse Zwem en Polo Club mehrfach niederländischer Meister.
Bei den Olympischen Spielen 1960 in Rom belegte er mit der niederländischen Mannschaft den achten Platz. Fred van Dorp war in allen sieben Spielen dabei und erzielte sieben Treffer. Vier Jahre später bei den Olympischen Spielen 1964 in Tokio erreichte die niederländische Mannschaft wieder den achten Platz. Fred van Dorp warf vier Tore in sieben Spielen. 1966 belegte Fred van Dorp mit der niederländischen Mannschaft den achten Platz bei der Europameisterschaft in Utrecht. Bei der Eröffnungsfeier der Olympischen Spiele 1968 war Fred van Dorp Fahnenträger der niederländischen Mannschaft. Im Olympiaturnier erreichten die Niederländer den siebten Platz. Fred van Dorp warf acht Tore in neun Spielen.
Fred van Dorps Bruder Tony Van Dorp war in die Vereinigten Staaten ausgewandert und nahm als Torhüter mit deren Nationalmannschaft an den Olympischen Spielen 1964 und 1968 teil. 1964 gewannen die Niederländer mit 6:4 und Fred van Dorp erzielte einen Treffer gegen seinen Bruder. Vier Jahre später trafen die Brüder erneut im olympischen Turnier aufeinander, diesmal siegten die Amerikaner mit 6:3 und Fred van Dorp warf kein Tor.